# Sharafa Raman
Sharafa Raman (* 22. April 1983) ist ein ehemaliger deutscher Boxer.

## Boxkarriere
Raman trainierte unter anderem bei den bayerischen Clubs BC 1. FC Nürnberg und dem BC Eichstätt.
Er wurde 2007 Bayerischer Meister im Federgewicht, 2012, 2013, 2015 und 2018 Bayerischer Meister im Bantamgewicht, sowie 2018 Deutscher Meister im Federgewicht, wobei er mit dem Pokal als bester Kämpfer der Meisterschaft ausgezeichnet wurde. Zudem wurde er 2017 Deutscher Vizemeister im Bantamgewicht, gewann 2014, 2015 und 2016 jeweils Bronze im Bantamgewicht und erkämpfte 2015 mit einem Finalsieg gegen Murodjon Ahmadaliyev den Chemiepokal von Halle (Saale). Für den BSK Hannover-Seelze boxte er in der 1. Bundesliga und wurde mit diesem 2018 Deutscher Mannschaftsmeister. Im selben Jahr betrug seine Bilanz 120 Siege in 147 Kämpfen.
Sein größter Erfolg war der Gewinn einer Bronzemedaille im Bantamgewicht bei den Europaspielen 2019 in Minsk. Mit Siegen gegen Victor Vacula aus Moldau, José Quiles aus Spanien und Artjusch Gomtsian aus Armenien hatte er das Halbfinale erreicht, wo er knapp mit 2:3 gegen den Ukrainer Mykola Buzenko ausgeschieden war. Bei der Weltmeisterschaft 2019 in Jekaterinburg unterlag er in der Vorrunde des Federgewichts gegen Yoel Finol aus Venezuela.
Nach seiner Boxkarriere arbeitete er als Baumpfleger in Nürnberg (Stand: Januar 2022).